# N-Acetylserotonin
N-Acetylserotonin (NAS), nebo také normelatonin, je přirozeně se vyskytující chemický prekurzor a meziprodukt při endogenní produkci melatoninu ze serotoninu. Normelatonin má vlastní biologickou aktivitu, při které působí jako agonista receptoru melatoninu, agonista TrkB a má také antioxidační účinky.

## Biologická funkce
Stejně jako melatonin je NAS agonistou receptorů melatoninu MT1, MT2 a MT3 a může být považován za neurotransmiter. Navíc je NAS distribuován v některých oblastech mozku, kde serotonin a melatonin nejsou, což naznačuje, že může mít své vlastní úlohy a nefunguje jen jako prekurzor při syntéze melatoninu. NAS má antidepresivní, neurotrofické a kognitivní účinky a je cílem léčby kognitivního poklesu a deprese spojeného se stárnutím.

### TrkB receptoru
NAS působí jako účinný agonista receptoru TrkB, zatímco serotonin a melatonin nikoliv. Subchronické a chronické podávání NAS dospělým myším indukuje proliferaci nervových progenitorových buněk (NPC), blokování TrkB eliminovalo tento účinek, což naznačuje, že je NAS závislý na TrkB..NAS významně zvyšuje proliferaci NPC u myší s nedostatkem spánku. Předpokládá se, že anti-depresivní a neurotrofické účinky NAS jsou částečně způsobeny jeho úlohou agonisty TrkB.

### Antioxidační vlastnosti
NAS působí jako silný antioxidant, účinnost NAS je odlišná v závislosti na použitém experimentálním modelu a má 5 až 20krát větší účinek než melatonin při této ochraně..NAS chrání proti peroxidaci lipidů v mikrosomech a mitochondriích. NAS snižuje hladiny ROS v klidu v lymfocytech periferní krve a vykazuje antioxidační účinky proti ROS vyvolanému t-butylovaným hydroperoxidem a diamidem. Také bylo zjištěno, že NAS inhibuje syntázu oxidu dusnatého.

### Protizánětlivé účinky
NAS má protizánětlivé účinky, protože inhibuje stimulaci LPS produkovanou prozánětlivým cytokinem TNF-alfa v diferencovaných lidských monocytech odvozených od THP-1.

### Ostatní
NAS může hrát roli v antidepresivních účincích selektivních inhibitorů zpětného vychytávání serotoninu (SSRI) a inhibitorů monoaminooxidázy (MAOI). SSRI fluoxetin a MAO-A inhibitor klorgylin zvyšuje AANAT nepřímo prostřednictvím serotonergních mechanismů, a tím zvedá hladinu NAS po chronickém podávání, a to koreluje s nástupem jeho antidepresivních účinků. Kromě toho expozice světla inhibuje syntézu NAS a snižuje antidepresivní účinky MAOI. Navíc AANAT u knockout myšíi vykazuje signifikantně větší dobu její nehybnosti oproti kontrolním myším u modelů deprese na zvířatech. Tato data podporují potenciální úlohu NAS v regulaci nálady a terapeutických přínosů vyvolaných antidepresivem.
Přes současně neidentifikovaný mechanismus může být NAS příčinou ortostatické hypotenze pozorované při klinické léčbě IMAO. Snižuje krevní tlak u hlodavců a pinealektomie (epifýza je hlavním místem syntézy NAS a melatoninu) eliminuje hypotenzní účinky chlorgylinu.

## Biochemie
NAS se vytváří ze serotoninu enzymem aralkylamin N-acetyltransferáza (AANAT) a konvertuje se na melatonin acetylserotonin-O-methyltransferasou (ASMT).
NAS je schopen proniknout do hematoencefalické bariéry, na rozdíl od serotoninu.